# Itinera Geobotanica
Itinera Geobotanica (abreviado Itinera Geobot.) es una revista con ilustraciones y descripciones botánicas que es editada en España desde el año 1987 por la Universidad de León a través de la Asociación Española de Fitosociología.